# 七宗森林鉄道
七宗森林鉄道（ひちそうしんりんてつどう）とは岐阜県加茂郡七宗町に存在した森林鉄道である。名古屋営林局下呂営林署が運営していた。
飛騨川の支流である神淵川の支流、葛谷川沿いに存在した。

## 路線データ
- 軌間：762mm
- 動力：内燃（ガソリン？）[1]
- 七宗線　室兼停車場～佐口谷停車場（七宗国有林）・・・4.9km

## 歴史
- 1935年（昭和10年）：開通[2]。
- 1957年（昭和32年）：廃止[2]。

## 接続路線
接続する路線は無い。
町内には国鉄高山本線の上麻生駅が置かれているものの、森林鉄道とは数kmもの距離があった。